# Nogomet za prijateljstvo
Nogomet za prijateljstvo (rusko: ФУТБОЛ ДЛЯ ДРУЖБЫ) je letni mednarodni otroški družbeni program, ki ga izvaja PJSC Gazprom. Cilj programa je skozi nogomet spodbujati razvoj pomembnih vrednot in zanimanje za zdrav življenjski slog med mladimi. V okviru programa se 12-letni nogometaši iz različnih držav udeležujejo letnega Mednarodnega otroškega foruma, Svetovnega prvenstva »Nogomet za prijateljstvo«, Mednarodnega dneva nogometa in prijateljstva. Program podpirajo FIFA, UEFA, OZN, Olimpijski in Paraolimpijski komite, vodji držav, vlada in nogometne zveze različnih držav, mednarodni dobrodelni skladi, vodilni nogometni klubi sveta. Svetovni organizator programa je AGT Communications Group (Rusija).

## Zgodovina

### Nogomet za prijateljstvo 2013
Prvi mednarodni otroški forum Nogomet za prijateljstvo je potekal 25. maja 2013 v Londonu. Udeležilo se ga je 670 otrok iz osmih držav: iz Bolgarije, Velike Britanije, Madžarske, Nemčije, Grčije, Rusije, Srbije in Slovenije. Rusijo je predstavljalo 11 nogometnih ekip iz 11 ruskih mest, ki bodo gostila tekme Svetovnega prvenstva FIFA 2018. Mladinske ekipe Zenita, Chelsea, Schalke 04, kluba Crvene Zvezde, zmagovalca Gazpromovega otroškega športnega dneva in zmagovalci festivala Fakel, so se tudi udeležili foruma.
Med forumom so se otroci pogovarjali s svojimi vrstniki iz drugih držav in z znanimi nogometaši ter se udeležili finala Lige prvakov UEFA v sezoni 2012/2013 na stadionu Wembley
Rezultat foruma je bilo odprto pismo, v katerem so otroci oblikovali osem vrednot programa: prijateljstvo, enakost, pravičnost, zdravje, mir, predanost, zmaga in tradicija. Pozneje je bilo pismo poslano vodjem UEFA, FIFA in MOK-a. Sepp Blatter je septembra 2013 je med srečanjem z Vladimirjem Putinom in Vitalijem Mutkom, potrdil prejem pisma in izjavil, da je pripravljen podpreti Nogomet za prijateljstvo.
Lews iz Great Missendena. Mladi novinarji so si ogledali tudi finale Lige prvakov UEFA 2015 v Berlinu.

### Nogomet za prijateljstvo 2014
Druga sezona programa Nogomet za prijateljstvo je potekala od 23. do 25. maja 2014 v Lizboni in je vključila več kot 450 najstnikov iz 16 držav: Belorusija, Bolgarija, Velika Britanija, Madžarska, Nemčija, Italija, Nizozemska, Poljska, Portugalska, Rusija, Srbija, Slovenija, Turčija, Ukrajina, Francija in Hrvaška. Mladi nogometaši so sodelovali na mednarodnem forumu Nogomet za prijateljstvo, turnirju v uličnem nogometu in se udeležili finala Lige prvakov UEFA v sezoni 2013/2014.
Zmagovalec mednarodnega turnirja v uličnem nogometu leta 2014 je bila mladinska ekipa Benfica (Portugalska).
Rezultat druge sezone programa je bila izvolitev vodje gibanja Nogomet za prijateljstvo. Izvoljen je bil Felipe Suarez iz Portugalske. Junija 2014 je kot vodja gibanja obiskal deveti mladinski turnir v nogometu, ki je bil organiziran v spomin na Yurija Andreyevicha Morozova.

### Nogomet za prijateljstvo 2015
Tretja sezona mednarodnega socialnega programa Nogomet za prijateljstvo je potekala junija 2015 v Berlinu. Mladi udeleženci iz azijske celine – otroške nogometne ekipe iz Japonske, Kitajske in Kazahstana – so prvič sodelovali v programu. Skupaj so se v tretji sezoni udeležile mladinske ekipe 24 nogometnih klubov iz 24 držav.
Mladi nogometaši so se pogovarjali s svojimi vrstniki iz drugih držav in zvezdniki svetovnega nogometa, med njimi tudi s svetovnim veleposlanikom programa Franzem Beckenbauerjem, in sodelovali tudi na mednarodnem turnirju uličnega nogometa med mladinskimi ekipami.
Zmagovalec mednarodnega turnirja uličnega nogometa v letu 2015 je bila mladinska ekipa Rapid (Avstrija).
Dogodkom tretje sezone programa Nogomet za prijateljstvo je sledilo okrog 200 novinarjev iz vodilnih svetovnih novinarskih hiš, kot tudi 24 mladih novinarjev iz Evrope in Azije, ki so bili člani Mednarodnega novinarskega središča za otroke.
Vrhunec leta 2015 je bila slovesnost podelitve Pokala devetih vrednot, ki ga je osvojil nogometni klub Barcelona (Španija). Zmagovalca so izbrali otroci, ki so se na predvečer foruma udeležili globalnega glasovanja, ki je potekalo v vseh 24 sodelujočih državah.
Po zaključku foruma so vsi udeleženci sledili tradiciji udeležbe na finalni tekmi Lige prvakov UEFA v sezoni 2014/2015 na Olimpijskem stadionu v Berlinu.

### Nogomet za prijateljstvo 2016
Začetek Mednarodnega otroškega družbenega programa Nogomet za prijateljstvo je leta 2016 potekal v okviru spletne novinarske konference Hangout, ki je bila izvedena 24. marca v Münchnu, s sodelovanjem svetovnega veleposlanika programa Franza Beckenbauerja.
Četrti sezoni programa se je pridružilo 8 novih mladinskih ekip iz Azerbajdžana, Alžirije, Armenije, Argentine, Brazilije, Vietnama, Kirgizije in Sirije, tako da je skupno število sodelujočih držav bilo 32.
5. aprila 2016 se je začelo glasovanje za edinstveno trofejo, Pokal devetih vrednot. V izboru zmagovalca so sodelovali navijači iz vsega sveta, končno odločitev pa so sprejeli z glasovanjem udeleženci projekta Nogomet za prijateljstvo. Pokal je osvojil nogometni klub Bayern (München). Udeleženci Nogometa za prijateljstvo so se seznanili z aktivnostmi kluba za podporo otrokom s posebnimi potrebami ter pobudami za zagotavljanje zdravljenja otrok v različnih državah in pomaganje pomoči potrebnim.
Četrti mednarodni otroški forum Nogomet za prijateljstvo in zadnja tekma otroškega mednarodnega turnirja v uličnem nogometu sta potekala 27. in 28. maja 2016 v Milanu.  Zmagovalec turnirja je bila ekipa Maribor iz Slovenije. Po zaključku foruma so udeleženci sledili tradiciji udeležbe na finalni tekmi Lige prvakov UEFA. Dogodkom foruma je sledilo več kot 200 novinarjev iz vodilnih svetovnih medijev, kot tudi Mednarodno novinarsko središče za otroke, ki je vključevalo mlade novinarje iz sodelujočih držav
V četrti sezoni Nogometa za prijateljstvo so sodelovali mladi nogometaši iz sirskega kluba Al-Wahda, kar je bilo brez primere. Vključitev sirske ekipe med udeležence programa in obisk sirijskih otrok dogodkov v Milanu je bil pomemben korak pri premagovanju humanitarne izolacije države. Arabsko športno uredništvo mednarodnega televizijskega programa Russia Today je ob podpori Sirijske nogometne federacije posnelo dokumentarni film  »Tri dni brez vojne« o otrocih, ki so sodelovali v projektu. 14. septembra 2016 je več kot 7.000 ljudi obiskalo premiero filma v Damasku.

### Nogomet za prijateljstvo 2017
Prizorišče mednarodnega otroškega socialnega projekta Nogomet za prijateljstvo je bil leta 2017 Sankt Peterburg (Rusija), zaključni dogodki pa so potekali od 26. junija do 3. julija.
Leta 2017 se je število sodelujočih držav povečalo z 32 na 64. Prvič so se programa Nogomet za prijateljstvo udeležili otroci iz Mehike in Združenih držav Amerike. Tako je projekt združil mlade igralce štirih kontinentov — Afrike, Evrazije, Severne in Južne Amerike.
V peti sezoni se je program izvajal v skladu z novim konceptom: en mlad nogometaš iz vsake države je bil izbran kot njegov predstavnik. Udeleženci so bili združeni v osem mednarodnih ekip prijateljstva, v katerih so sodelovali 12-letni fantje in dekleta, vključno s tistimi s posebnimi potrebami.
V teku odprtega žrebanja je bila določena državna sestava ekip in igralni položaj predstavnikov sodelujočih držav. Žreb je potekal prek internetne konference. Na čelu osmih ekip prijateljstva so bili mladi trenerji: René Lampert (Slovenija), Stefan Maksimović (Srbija), Brandon Shabani (Velika Britanija), Charlie Sui (Kitajska), Anatoly Chentuloyev (Rusija), Bogdan Krolevetsky (Rusija), Anton Ivanov (Rusija), Emma Henschen (Nizozemska). Pri žrebanju je sodelovala tudi Liliya Matsumoto (Japonska), predstavnica mednarodnega tiskovnega središča za Nogomet za prijateljstvo.
Zmagovalec svetovnega prvenstva Nogomet za prijateljstvo 2017 je bila »oranžna« ekipa, ki je vključevala mladega trenerja in mlade nogometaše iz devetih držav: René Lampert (Slovenija), Hong Jun Marvin Tue (Singapur), Paul Puig I Montana (Španija), Gabriel Mendoza (Bolivija), Ravan Kazimov (Azerbajdžan), Khrisimir Stanimirov Stanchev (Bolgarija), Ivan Agustin Casco (Argentina), Roman Horak (Češka republika), Hamzah Yusuf Nuri Alhavvat (Libija).
Mednarodnega otroškega foruma Nogomet za prijateljstvo se je udeležil Viktor Zubkov (predsednik upravnega odbora PJSC Gazprom), Fatma Samoura (generalna sekretarka FIFA), Philippe Le Floc'h (generalni komercialni direktor FIFA), Júlio Baptista (brazilski nogometaš), Ivan Zamorano (čilski napadalec), Aleksandr Keržakov (ruski nogometaš) in drugi gostje, ki so pozvali k promociji ključnih človekovih vrednot med mlajšo generacijo
Leta 2017 je projekt združil več kot 600.000 ljudi, več kot 1.000 otrok in odraslih iz 64 držav pa je obiskalo zaključne prireditve v Sankt Peterburgu.

### Nogomet za prijateljstvo 2018
2018 šesta sezona programa Nogomet za prijateljstvo je potekala od 15. februarja do 15. junija. Zaključne prireditve se odvijale v Moskvi tik pred Svetovnim prvenstvom v nogometu 2018. Udeleženci programa so mladi nogometaši in novinarji, ki predstavljajo 211 držav in regij sveta.  Uradni začetek programa za leto 2018 je bil določen z odprtim žrebom za Nogomet za prijateljstvo s prenosom v živo, glede na rezultate je bilo oblikovanih 32 mednarodnih nogometnih ekip – Mednarodnih ekip prijateljstva.
Leta 2018 so mednarodne nogometne ekipe prijateljstva poimenovane po redkih in ogroženih vrstah živali:
- afriški slon
- komodoški varan
- kipundži
- orjaška želva
- jelenja gazela
- gepard
- nosorog
- sklač
- severni medved
- lemur
- grizli
- kitovec
- triprsti lenivec
- kraljevska kobra
- šimpanz
- garial
- gorila
- kraljevska žolna
- sajga
- Blond Capuchin
- koala
- sibirski tiger
- grevyjeva zebra
- orangutan
- orjaški panda
- magelanski pingvin
- rotschildova žirafa
- kit grbavec
- hijenski pes
- lev
- povodni konj
- galapaški morski lev

Tudi v okviru okolijskega poslanstva leta 2018 30. maja se je začela mednarodna akcija Happy Buzz Day, ki spodbuja svetovno skupnost, da bi podprla organizacije za reševanje ogroženih vrst živali. V akciji sta sodelovali nacionalni parki in naravni rezervati Rusije, ZDA, Nepala in Združenega kraljestva. Med zaključnimi dogodki programa Nogomet za prijateljstvo v Moskvi udeleženci se vozili z okolju prijaznejšimi avtobusi s pogonom na zemeljski plin.
Države in regije, ki sodelujejo v programu Nogomet za prijateljstvo v letu 2018:
| 1. Avstralska zveza 2. Republika Avstrija 3. Republika Azerbajdžan 4. Alžirska ljudska demokratična republika 5. Deviški otoki Združenih držav Amerike 6. Ameriška Samoa 7. Angvila 8. Antigva in Barbuda 9. Arabska republika Egipt 10. Republika Argentina 11. Aruba 12. Barbados 13. Belize 14. Bermudski otoki 15. Bolivarska republika Venezuela 16. Bosna in Hercegovina 17. Britanski Deviški otoki 18. Burkina Faso 19. Veliko vojvodstvo Luksemburg 20. Madžarska 21. Vzhodna republika Urugvaj 22. Gabonska republika 23. Republika Gvineja 24. Gibraltar 25. Brunej Darussalam 26. Država Izrael 27. Država Katar 28. Država Kuvajt 29. Država Libija 30. Država Palestina 31. Grenada 32. Helenska republika 33. Gruzija 34. Demokratična republika Timor-Leste 35. Demokratična republika Kongo 36. Demokratična republika Sao Tome in Principe 37. Demokratična socialistična republika Šrilanka 38. Dominikanska republika 39. Hašemitska kraljevina Jordanija 40. Islamska republika Afganistan 41. Islamska republika Iran 42. Islamska republika Mavretanija 43. Republika Italija 44. Republika Jemen 45. Kajmanji otoki 46. Kanada 47. Ljudska republika Kitajska 48. Kitajski Tajpej (Tajvan) 49. Kneževina Andora 50. Kneževina Lihtenštajn 51. Kooperativna republika Gvajana 52. Demokratična ljudska republika Koreja 53. Kraljevina Bahrajn 54. Kraljevina Belgija 55. Kraljevina Butan 56. Kraljevina Danska 57. Kraljevina Španija 58. Kraljevina Kambodža 59. Kraljevina Lesoto 60. Kraljevina Maroko 61. Kraljevina Nizozemska 62. Kraljevina Norveška 63. Kraljevina Saudova Arabija 64. Kraljevina Esvatini 65. Kraljevina Tajska 66. Kraljevina Tonga 67. Kraljevina Švedska 68. Kirgiška republika 69. Curacao 70. Laoška ljudska demokratična republika 71. Republika Latvija 72. Libanonska republika 73. Republika Litva 74. Malezija 75. Republika Maldivi 76. Združene mehiške države 77. Plurinacionalna država Bolivije 78. Mongolija 79. Monserat 80. Ljudska republika Bangladeš 81. Neodvisna država Papua Nova Gvineja 82. Neodvisna država Samoa 83. Nova Zelandija 84. Nova Kaledonija 85. Združena republika Tanzanija 86. Združeni Arabski Emirati 87. Cookovi otoki 88. Otoki Turks in Caicos 89. Republika Albanija 90. Republika Angola 91. Republika Armenija 92. Republika Belorusija 93. Republika Benin 94. Republika Bolgarija 95. Republika Bocvana 96. Republika Burundi 97. Republika Vanuatu 98. Republika Haiti 99. Republika Gambija 100. Republika Gana 101. Republika Gvatemala 102. Republika Gvineja Bissau 103. Republika Honduras 104. Republika Džibuti 105. Republika Zambija 106. Republika Zimbabve | 1. Republika Indija 2. Republika Indonezija 3. Republika Irak 4. Republika Irska 5. Republika Islandija 6. Republika Kazahstan 7. Republika Kenija 8. Republika Ciper 9. Republika Kolumbija 10. Republika Kongo 11. Republika Koreja 12. Republika Kosovo 13. Republika Kostarika 14. Republika Slonokoščena obala 15. Republika Kuba 16. Republika Liberija 17. Republika Mavricij 18. Republika Madagaskar 19. Republika Makedonija 20. Republika Malavi 21. Republika Mali 22. Republika Malta 23. Republika Mozambik 24. Republika Moldavija 25. Republika Namibija 26. Republika Niger 27. Republika Nikaragva 28. Republika Zelenortski otoki 29. Islamska republika Pakistan 30. Republika Panama 31. Republika Paragvaj 32. Republika Peru 33. Republika Poljska 34. Portugalska republika 35. Republika Ruanda 36. Republika San Marino 37. Republika Sejšeli 38. Republika Senegal 39. Republika Srbija 40. Republika Singapur 41. Republika Slovenija 42. Republika Zveza Mjanmar 43. Republika Sudan 44. Republika Surinam 45. Republika Sierra Leone 46. Republika Tadžikistan 47. Republika Trinidad in Tobago 48. Republika Turkmenistan 49. Republika Uganda 50. Republika Uzbekistan 51. Republika Fidži 52. Republika Filipini 53. Republika Hrvaška 54. Republika Čad 55. Republika Črna gora 56. Republika Čile 57. Republika Ekvador 58. Republika Ekvatorialna Gvineja 59. Republika Salvador 60. Republika Južni Sudan 61. Republika Kamerun 62. Ruska federacija 63. Romunija 64. Posebna upravna regija Hongkonga Ljudske republike Kitajske 65. Svobodna pridružena država Portoriko 66. Severna Irska 67. Sveti Vincencij in Grenadine 68. Sveta Lucija 69. Sirska arabska republika 70. Slovaška republika 71. Zveza Bahami 72. Zveza Dominika 73. Združeno kraljestvo Velika Britanija in Severna Irska 74. Združene države Amerike 75. Salomonovi otoki 76. Socialistična republika Vietnam 77. Zveza Komori 78. Posebna upravna regija Makav Ljudske republike Kitajske 79. Sultanat Oman 80. Tahiti 81. Ozemlje Guam 82. Republika Togo 83. Republika Tunizija 84. Republika Turčija 85. Ukrajina 86. Wales 87. Ferski otoki 88. Zvezna demokratična republika Nepal 89. Zvezna demokratična republika Etiopija 90. Federativna republika Brazilija 91. Zvezna republika Nemčija 92. Zvezna republika Nigerija 93. Zvezna republika Somalija 94. Federacija Sveti Krištof in Nevis 95. Republika Finska 96. Francoska republika 97. Srednjeafriška republika 98. Češka republika 99. Švicarska konfederacija 100. Škotska 101. Eritreja 102. Republika Estonija 103. Južnoafriška republika 104. Jamajka 105. Japonska |

V Svetovnem nogometnem prvenstvu za prijateljstvo 2018 je sodelovalo 32 Mednarodnih ekip prijateljstva. Prvič v zgodovini projekta zaključno tekmo mlad poročevalec iz Sirije Yazan Taha, sodil tekmo pa Mlad sodnik iz Rusije Bogdan Batalin.
Zmagovalec svetovnega prvenstva Nogomet za prijateljstvo 2018 je bila ekipa Šimpanz, ki je vključevala mladih nogometašev iz Dominikanske republike, Federacije Sveti Krištof in Nevis, Malavi, Kolumbije, Benina in Demokratične republike Kongo. Treniral ekipo mlad udeleženec in Saranska Vladislav Poliakov.
Zaključnim dogodkom šeste sezone programa je bil Mednarodni otroški forum Nogomet za prijateljstvo, ki je potekal 13. junija v Centru oceanofragije in morske biologije Moskvarium. Ga je obiskal Viktor Zubkov (predsednik sveta direktorjev Gazproma), Olga Golodets (zastopnica predsednika Vlade Ruske federacije), Iker Casillas (španski nogometaš, nekdanji kapetan španske nogometne reprezentance), Aleksander Keržakov (ruski nogometaš, trener mladinske ruske nogometne reprezentance) ter zastopniki 54 veleposlaništev iz celega sveta in ostale gostje.
Na Forumu so bili nagrajeni najboljši mladi nogometaši šeste sezone: Deo Kalenga Mvenze iz Demokratske republike Kongo (najboljši napadalec, Jamiru Ouru iz Benina (najboljši vezist), Ivan Volynkin iz Walesa (najboljši vratar) in Gustavo Sintra Rocha iz Brazilije (MVP).
Najboljši mladi novinar programa Nogomet za prijateljstvo leta 2018 je postala Sheikali Asension iz Arube. Dekle vodi svoj spletni dnevnik ter poziva mlade ljudi iz Oceanije k okoljski ozaveščenosti.
Na Forumu je bila predstavljena knjiga udeleženke zadnje sezone iz Indije Ananie Kambodzh. Po zaključku pete sezone Nogometa za prijateljstvo leta 2017 Anania je napisala knjigo “My journey from Mohali to St. Petersburg” o svoji izkušnji sodelovanja kot Mlada novinarka. V njej ona je povedala o Devetih vrednotah programa, ki so pomagajo spreminjati svet na boljše.
14. junija po Mednarodnem otroškem forumu Nogomet za prijateljstvo mladi nogometaši in novinarji se udeležili otvoritve Svetovnega nogometnega prvenstva FIFA 2018 v Rusiji. Na stadionu Lužniki otroci slovesno dvignili zastave vseh 221 držav in regij, ki so sodelovali v program letos. Potem mladi udeleženci Nogometa za prijateljstvo so pogledali otvoritveno tekmo med Rusijo in Saudovo Arabijo.
Predsednik Ruske federacije Vladimir Putin je povabil mladega ambasadorja Nogometa za prijateljstvo iz Rusije Alberta Zinnatova v svojo ložo, da bi skupaj pogledala otvoritveno tekmo. Tam mladenič je pogovoril s Svetovnim nogometnim prvakom iz Brazilije Roberto Carlosom ter španskim nogometašem Ikerom Casillasom.
Več kot 1.500 otrok in mladostnikov iz 211 držav in regij se udeležili zaključnih dogodkov v Moskvi. Skupaj v okviru Šeste sezone v različnih regijah sveta je bilo organiziranih več kot 180 dogodkov, kjer sodelovali več kot 240 tisoč otrok.
Leta 2018 projekt podprli vladni zastopniki. Zastopnica predsednika vlade RF Olga Golodets je prebrala pozdravno sporočilo Predsednika Rusije Vladimirja Putina za udeležence in gostje Mednarodnega otroškega foruma Nogomet za prijateljstvo. Predsednik vlade Ruske federacije Dmitrij Medvedev je poslal pozdravni telegram za udeležence in gostje Mednarodnega otroškega foruma Nogomet za prijateljstvo.
Uradni zastopnik MZZ Marija Zaharova med sestankom 23. maja je poudarila, da danes program Nogomet za prijateljstvo svetovna skupnost sprejema kot pomembni humani sestavni del mednarodne socialne politike Rusije.
Tradicionalno podprli program Nogomet za prijateljstvo v FIFA. V organizaciji označili, da celotno število udeležencev in gostov zaključnih dogodkov v Moskvi segalo do 5.000 oseb.

### Nogomet za prijateljstvo 2019
Začetek sedme sezone mednarodnega socialnega programa za otroke Nogomet za prijateljstvo je potekal 18. marca 2019, zaključni dogodki programa so odvijali v Madridu od 28. maja do 2. junija.
25. aprila so v več kot 50 državah Evrope, Azije, Afrike, Severne in Južne Amerike praznovali mednarodni dan nogometa in prijateljstva. Praznovanju pa se je pridružila tudi Ruska nogometna zveza (RFU).
30. maja je v Madridu  v okviru otroškega socialnega programa PJSC Gazprom potekal Mednarodni otroški forum Nogomet za prijateljstvo 2019. Forum je združil strokovnjake iz celega sveta - nogometne trenerje, zdravnike otroških ekip, zvezde, novinarje vodilnih mednarodnih medijev, predstavnike mednarodnih nogometnih akademij in zvez.
31. maja v Madridu je potekal najbolj multinacionalni nogometni trening na svetu. Kot rezultat treninga je Nogomet za prijateljstvo prejel uradni certifikat GUINNESS WORLD RECORDS®.
V okviru sedme sezone je 32 mladih novinarjev iz Evrope, Afrike, Azije, Severne in Južne Amerike oblikovalo sestavo Mednarodnega novinarskega središča za otroke programa Nogomet za prijateljstvo, ki je pokrival zaključne dogodke programa in sodeloval pri pripravi gradiv v sodelovanju z mednarodnimi in nacionalnimi mediji.
Udeleženci sedme sezone so nogometnemu klubu Liverpool kot najbolj družbeno odgovorni ekipi podelili Pokal devetih vrednot (nagrada Mednarodnega socialnega programa za otroke Nogomet za prijateljstvo).
1. junija je na igrišču UEFA Pitch v Madridu potekal vrhunec sedme sezone - finalna tekma Svetovnega prvenstva v Nogometu za prijateljstvo. Po njenih rezultatih je reprezentanca Antiguan racer v rednem delu igrala z ekipo Tasmanskega hudiča 1:1, nato pa zmagala v enajstmetrovkah in osvojila glavno nagrado.

### Nogomet za prijateljstvo 2020
V letu 2020 so zaključni dogodki osme sezone Nogometa za prijateljstvo potekali na spletu na digitalni platformi od 27. novembra do 9. decembra 2020. Ključnim dogodkom se je pridružilo več kot 10.000 udeležencev iz več kot 100 držav sveta.
Za osmo sezono programa je bil razvit večuporabniški spletni nogometni simulator Football for Friendship World, na podlagi katerega je potekalo Svetovno spletno prvenstvo Nogomet za prijateljstvo 2020. Igra je na voljo za prenos po vsem svetu od 10. decembra 2020 – Svetovni dan nogometa. Uporabniki imajo možnost sodelovanja na tekmah po pravilih Nogometa za prijateljstvo z združevanjem v mednarodne ekipe. Igra za več igralcev temelji na pomembnih vrednotah programa, kot so prijateljstvo, mir in enakost.
27. novembra je potekal odprti žreb Svetovnega spletnega prvenstva Nogomet za prijateljstvo 2020.
Od 28. novembra do 6. decembra je odvijal mednarodni spletni tabor prijateljstva s humanitarnimi in športnimi izobraževalnimi programi za otroke.
Od 30. novembra do 4. decembra so potekale seje mednarodnega spletnega foruma Nogomet za prijateljstvo, na katerem so bili predstavljeni projekti na področju razvoja otroškega športa. Strokovna žirija je ocenjevala predstavitve projektov, ki so tekmovali za mednarodno nagrado Nogomet za prijateljstvo.
7. in 8. decembra je potekalo Svetovno spletno prvenstvo v Nogometu za prijateljstvo. Letošnje prvenstvo je bilo v spletni obliki na digitalni platformi, zanj pa je bil posebej razvit večuporabniški spletni nogometni simulator Football for Friendship.
9. decembra je potekal veliki finale Nogometa za prijateljstvo
Med osmo sezono programa se je izvajal niz spletnih seminarjev za otroke iz različnih držav v podporo 75. obletnici ZN.
V osmi sezoni programa je v povezavi z nogometnimi freestylerji z vsega sveta začela predvajati tedenska oddaja "Stadion je tam, kjer sem". V vsaki epizodi oddaje so freestylerji mlade ambasadorje učili izvajati trike, na koncu vsake epizode pa je bilo razpisano tekmovanje za najboljšo izvedbo trika. Oddaja se je končala z globalno spletno delavnico, s katero je program Nogomet za prijateljstvo po številu vključenih udeležencev že drugič postal Guinnessov rekorder (6. decembra 2020). Uredniki dobrih novic je tedenska oddaja, ki so jo uvedli mladi novinarji Nogometa za prijateljstvo, v kateri so otroci gledalcem delili pozitivne novice z vsega sveta.

### Nogomet za prijateljstvo 2021
Leta 2021 so zaključne prireditve devete sezone Nogometa za prijateljstvo potekale v spletni obliki na digitalni platformi Nogometa za prijateljstvo, in sicer med 14. in 29. majem, združile pa so več kot 200 držav sveta.
25. aprila je bilo na mednarodni dan nogometa in prijateljstva opravljeno odprto žrebanje za svetovno spletno prvenstvo Nogometa za prijateljstvo 2021.
V okviru sezone je potekal Mednarodni spletni tabor prijateljstva s humanitarnimi in športnimi izobraževalnimi programi za otroke.
Odvil se je mednarodni spletni forum Nogomet za prijateljstvo, kje so nogometne akademije s celega sveta predstavile projekte na področju razvoja otroškega športa. Po predstavitvah je strokovna žirija izbrala dobitnike mednarodne nagrade Nogometa za prijateljstvo, ki so jo prejele akademije iz Afganistana, Indije, Šrilanke in Toga.
Odvilo se je svetovno spletno prvenstvo Nogometa za prijateljstvo na platformi posebej zasnovanega večuporabniškega nogometnega simulatorja Football for Friendship World. V finalu prvenstva je zmagala ekipa Argali, za katero so igrali otroci z Arube, iz Beliza, Gvatemale, Kostarike in Mehike.
Udeleženci devete sezone so postavili tretji Guinnessov svetovni rekord™ tega programa v kategoriji največjega števila obiskovalcev virtualnega stadiona na svetu.
29. maja se je odvil veliki finale Nogometa za prijateljstvo.
V okviru prvenstva Uefa Euro 2020 je program Nogomet za prijateljstvo nastopil s pobudo mednarodne otroške tiskovne agencije z udeležbo mladih novinarjev Nogometa za prijateljstvo iz 11 držav, ki so gostile prvenstvo.
Mladi novinarji so obiskali vse tekme prvenstva v svojih državah ter poročali o njih svojim vrstnikom po svetu skozi prizmo devetih vrednot. Mladi novinarji so se učili v Šoli devetih vrednot, ki je del programa Nogomet za prijateljstvo. Poleg vrednot pa so spoznavali tudi sodobne trende športnega novinarstva in veščine mobilnega novinarstva.

## Svetovno prvenstvo v Nogometu za prijateljstvo
Mednarodni nogometni turnir za otroke poteka v okviru programa Nogomet za prijateljstvo. Ekipe, ki sodelujejo v prvenstvu – Ekipe prijateljstva – se določijo z odprtim žrebom. Skupine se oblikujejo na načelu Nogometa za prijateljstvo: v isti ekipi igrajo športniki različnih narodnosti, spola in telesnih sposobnosti

## Mednarodni otroški forum Nogomet za prijateljstvo
Na letnem Mednarodnem otroškem forumu Nogomet za prijateljstvo mladi udeleženci projekta razpravljajo skupaj z odraslimi o promociji in razvoju vrednot programa po vsem svetu. Med forumom se otroci srečajo in pogovarjajo s svojimi vrstniki iz drugih držav, znanimi nogometaši, novinarji in javnimi osebnostmi ter postanejo tudi mladi ambasadorji, ki bodo v prihodnje še naprej neodvisno promovirali univerzalne vrednote med svojimi vrstniki
Leta 2019 se je forum preoblikoval v platformo za izmenjavo izkušenj med strokovnjaki na področju športa in izobraževanja.
Leta 2020 je bila v okviru foruma uvedena mednarodna nagrada Nogometa za prijateljstvo.

## Mednarodno novinarsko središče za otroke
Posebna značilnost programa Nogomet za prijateljstvo je lastno Mednarodno novinarsko središče za otroke. Prvič je bilo organizirano v okviru programa Nogomet za prijateljstvo leta 2014. Mladi novinarji v novinarskem središču predstavijo dogodke programa v svojih državah: pripravijo novice za nacionalne in mednarodne športne medije in sodelujejo pri ustvarjanju gradiv za televizijski kanal Nogomet za prijateljstvo, otroški časopis Nogomet za prijateljstvo in uradno radijsko postajo programa. Mednarodno novinarsko središče za otroke združuje zmagovalce nacionalnih tekmovanj za najboljšega mladega novinarja, mlade blogerje, fotografe in pisatelje. Mladi novinarji iz novinarskega središča predstavijo svoje stališče v okviru programa, ki temelji na formatu »otroci o otrocih«.

## Mednarodni dan nogometa in prijateljstva
V okviru programa Nogomet za prijateljstvo se 25. aprila praznuje Mednarodni dan nogometa in prijateljstva. Ta praznik se je prvič praznoval leta 2014 v 16 državah. Na ta dan so potekale prijateljske tekme, »flash mobi«, radijski maratoni, mojstrski tečaji, televizijske oddaje, odprti treningi itd. Na proslavi je sodelovalo več kot 50.000 ljudi.
Leta 2015 je praznovanje Dneva nogometa in prijateljstva potekalo v 24 državah. Med proslavo so bile organizirane prijateljske nogometne tekme in drugi dogodki. V Nemčiji so nogometaši ekipe Schalke 04 organizirali odprti trening, Srbija je gostila televizijsko oddajo, Ukrajina tekmo med mladinsko ekipo Volyn FC in otroci, ki so registrirani v Mestnem središču socialnih storitev Lutsk za družine, otroke in mladino.
V Rusiji so Dan nogometa in prijateljstva praznovali 25. aprila v 11 mestih. Prijateljske nogometne tekme so potekale v Vladivostoku, Novosibirsku, Jekaterinburgu, Krasnoyarsku, Barnaulu, Sankt Peterburgu in Saransku, z namenom obujanja ključnih vrednot programa. V Krasnoyarsku, Sočiju in Rostovu na Donu je potekala Štafeta prijateljstva s sodelovanjem baklonoscev, udeležencev štafete olimpijske bakle leta 2014. V Moskvi je ob podpori Zveze za šport slepih organiziran Turnir enakih možnosti. 5. maja se je praznoval Dan nogometa in prijateljstva v Nižnem Novgorodu in Kazanu.
Leta 2016 je Dan nogometa in prijateljstva praznovalo 32 držav. V Rusiji se je praznovalo v devetih mestih: Moskvi, Sankt Peterburgu, Novosibirsku, Barnaulu, Birobidžanu, Irkutsku, Krasnodaru, Nižnem Novgorodu in Rostovu na Donu. Nižni Novgorod je gostil prijateljsko tekmo za mlade nogometaše iz Volga FC, medtem ko so odrasli igralci kluba vodili ogrevanje in trening za otroke. Prijateljske tekme v Novosibirsku, v kateri je sodelovala Novosibirska regijska ekipa Yermak-Sibir, so se udeležili invalidni otroci.
Leta 2017 so Dan nogometa in prijateljstva praznovali v 64 državah. Znani nogometaši, vključno s srbskim branilcem Branislavom Ivanovićem in nizozemskim napadalcem Dirkom Kuytom, so se udeležili dogodkov po vsem svetu. V Grčiji se je dogodka udeležil Theodoras Zagorakis, zmagovalec Evropskega nogometnega prvenstva 2004 z državno reprezentanco. Leta 2017 je Zenit FC v Rusiji gostil poseben trening za mladega veleposlanika programa Nogomet za prijateljstvo Zakharja Badyuka. Med treningom je vratar Zenit FC, Juri Lodigin, visoko ocenil sposobnosti Zakharja in mu zaupal skrivnosti vratarja.

## Pokal devetih vrednot Nogometa za prijateljstvo
Med Prvim Mednarodnim otroškim forumom, ki je potekal 25. maja 2013, so Mladi veleposlaniki iz Velike Britanije, Nemčije; Slovenije, Madžarske, Srbije, Bolgarije, Grčije in Rusije oblikovali prvih osem vrednot – prijateljstvo, enakost, pravičnost, zdravje, mir, predanost, zmaga in tradicije ter njih predstavili v Odprtem pismu. Pismo je bilo poslano vodjam mednarodnih športnih organizacij: Mednarodne nogometne federacije (FIFA), Združenja evropskih nogometnih zvez (UEFA) in Mednarodnega olimpijskega komiteja. Septembra leta 2013 Joseph Blatter med srečanjem z Vladimirjem Putinim in Vitalijem Mutko je potrdil, da je prejel pismo in izjavil, da je pripravljen podpirati Nogomet za prijateljstvo.
Leta 2015 k programu Nogomet za prijateljstvo so pridružili udeleženci in Kitajske, Japonske in Kazahstana ter predlagali deveto vrednoto - čast.

## Pokal devetih vrednot
Pokal devetih vrednot je nagrada Mednarodnega socialnega programa za otroke Nogomet za prijateljstvo. Vsako leto s pokalom devetih vrednot nagradijo največjo predanost vrednotam projekta: prijateljstvo, enakost, pravičnost, zdravje, mir, predanost, zmaga, tradicije in čast. V izboru zmagovalca sodelujejo navijači iz vsega sveta, končno odločitev pa sprejmejo z glasovanjem udeleženci projekta Nogomet za prijateljstvo. Nogometni klubi, ki so nosilci Pokala devetih vrednot: Barcelona (Španija, 2015, 2020, 2021), Bayern (Nemčija, 2016), Al Wahda (Sirija, 2016), Real Madrid (Španija, 2017), Brazilska nogometna reprezentanca (Brazilija, 2018), Liverpool (Anglija, 2019).

## Zapestnica prijateljstva
Vse aktivnosti programa Nogomet za prijateljstvo se začnejo z izmenjavo zapestnic prijateljstva, simbola enakosti in zdravega življenjskega sloga. Zapestnica je sestavljena iz dveh trakov, modrega in zelenega, in nosi jo lahko vsakdo, ki podpira vrednote programa:
Po mnenju Franza Beckenbauerja:
»Simbol gibanja je dvobarvna zapestnica, tako preprosta in razumljiva, kot so bistvene vrednote programa Nogomet za prijateljstvo.
Mladi udeleženci programa so zavezali zapestnice prijateljstva na zapestja znanih športnikov in javnih osebnosti, med njimi: Dick Advocaat [60], Anatoly Timoshchuk in Luís Neto, Franz Beckenbauer, Luis Fernandez, Didier Drogba, Max Meyer, Fatma Samoura, Leon Goretzka, Domenico Criscito, Míchel Salgado, Aleksandr Keržakov, Dimas Pyrros, Miodrag Božović, Adelina Sotnikova, Yuri Kamenets.

## Aktivnost udeležencev med sezonami
Mladi nogometaši iz programa Nogomet za prijateljstvo se zunaj uradne sezone udeležujejo različnih dogodkov. Maja 2013 so igralci mladinskega nogometnega kluba Maribor (Slovenija) organizirali dobrodelno prijateljsko tekmo s kamboškimi otroki. 14. septembra 2014 so se v Sočiju ruski udeleženci programa pogovarjali z Vladimirjem Putinom na srečanju predsednika Ruske federacije s predsednikom FIFE Seppom Blatterjem. Junija 2014 je francoski predsednik Francois Hollande pozval ekipo Taverni, članico programa Nogomet za prijateljstvo, v Elysee Palace, da si ogleda tekmo svetovnega pokala FIFA 2014 med Francijo in Nigerijo. Aprila 2016 se je veleposlanik programa Nogomet za prijateljstvo Yuriy Vashchuk za leto 2015 srečal z najmočnejšim moškim v Belorusiji Kirillom Shimkom in mladimi nogometaši iz BATE FC, da bi delili svoje izkušnje sodelovanja v projektu. Yuriy Vashchuk je Kirillu Shimku podaril simbolično zapestnico prijateljstva, s čimer mu je predal štafetno palico za spodbujanje idealov projekta: prijateljstva, pravičnosti in zdravega življenjskega sloga.

## Prva NFT-trofeja za najlepši gol prvenstva Uefa Euro 2020
Maja 2021 je UEFA sporočila, da bo Gazprom pokrovitelj Eura 2020 in Eura 2024. Sodelovanje je vključevalo tudi podelitev nagrade za strelca najlepšega gola na Uefa Euro 2020, ki je bila prvič izdelana v obliki NFT-trofeje.
Fizični prototip nagrade je ustvaril ruski umetnik Pokras Lampas na stojnici Gazproma v sanktpeterburški navijaški coni na Konjušenem trgu kot umetniško instalacijo, sestavljeno iz 432 kaligrafsko okrašenih nogometnih žog.
V digitalni trofeji so zašifrirana imena prvenstva Uefa Euro 2020, Gazproma, mednarodnega otroškega socialnega programa Nogomet za prijateljstvo in devetih vrednot, ki jih spodbuja: prijateljstvo, enakost, pravičnost, zdravje, mir, predanost, zmaga, tradicija in čast.
27. junija je umetniška instalacija prenehala obstajati kot fizični objekt in je prešla v format NFT. Vse nogometne žoge so razdelili med 11 mest, ki so gostile evropsko nogometno prvenstvo 2020.
15. oktobra je bila na slovesni prireditvi digitalna trofeja vročena Patricku Schicku, nogometašu, ki je zabil najlepši gol prvenstva Uefa Euro 2020, hologram nagrade pa bil predan v ekspozicijo sedeža Uefe (Švica, Nyon) in sedeža Gazproma (Rusija, Sankt Peterburg).

## Mednarodna nagrada Nogometa za prijateljstvo
Mednarodna nagrada Nogometa za prijateljstvo je usmerjena v iskanje vseh možnih idej za športne treninge, učenje mladih nogometašev, sodelovanje na področju otroškega nogometa in spodbujanje teh idej po celem svetu. Cilj te nagrade je pritegniti pozornost k vprašanjem razvoja otroškega nogometa v pogojih globalne digitalizacije in oblikovanje združenja somišljenikov, ki razvijajo ta področja.

## Mednarodna akademija Nogometa za prijateljstvo za trenerje
Mednarodna akademija Nogomet za prijateljstvo je brezplačna izobraževalna spletna platforma, ki je dostopna v različnih jezikih, ponuja pa praktični pouk za povišanje kvalifikacij trenerjev mladinskih ekip in nogometnih sekcij, pa tudi učiteljev športne vzgoje. Akademija temelji na znanju, praktičnih nasvetih in predlogih glede organizacije vadbe, spodbujanju vrednot zdravega in aktivnega načina življenja mladih igralcev ter tudi njihovega spoštovanja različnih kultur in narodnosti. Pouk so zasnovali avtorji športnih in humanitarnih izobraževalnih programov projekta Nogomet za prijateljstvo, in sicer vodje učnega procesa in trenerji akademije nogometnega kluba Barcelona, strokovnjaki humanitarnih programov Fife.

## Mednarodni tabor prijateljstva
Izobraževalni program, v katerem udeleženci Nogometa za prijateljstvo pod vodstvom profesionalnih inštruktorjev v taboru vadijo in krepijo moštvenega duha. Ta pobuda otrokom pomaga spoprijateljiti se ne le na nogometnem igrišču, ampak tudi v resničnem življenju, oblikovati taktiko in občutiti soigralčevo pomoč. Del tabora je tudi Šola devetih vrednot, kjer mladi udeleženci spoznavajo vrednote tega programa ter izvejo, kako jih uresničevati tako na igrišču kot v vsakdanjem življenju.

## Okoljevarstvena pobuda
Od leta 2016 program Nogomet za prijateljstvo vsako leto izvaja okoljevarstveno pobudo. Mladi udeleženci programa so odprli Vrt prijateljstva v milanskem parku Trenno, kjer je vsaka izmed 32 mednarodnih ekip posadila svoje drevo. Triintrideseto drevo so posadili otroci s posebnimi potrebami iz Fundacije don Carla Gnocchija. Leta 2018 so mladi ambasadorji tega programa pritegnili pozornost javnosti k živalim, ki jim grozi izumrtje. Vsako leto mednarodne reprezentance prijateljstva nosijo imena v čast izumirajočih in redkih živalskih vrst. Leta 2018 so bile v času finalnih prireditev v Moskvi za mlade udeležence organizirane ekološke poti z uporabo avtobusov z gorivom iz naravnega plina. Leta 2020 so mladi udeleženci programa izvedli spletni seminar F4F Speaks for Nature, posvečen ekologiji v okviru svetovnega dneva okolja, ki ga je določil OZN.
Leta 2021 so mladi udeleženci svet seznanili z načini, na katere lahko vsak izmed nas vsakodnevno pomaga planetu, ter sprožili izziv Small Steps to Save the Planet.

## Večuporabniški nogometni simulator F4F World
Posebna digitalna platfroma, ki je bila ustvarjena za program Nogomet za prijateljstvo, je združila igralce vseh starosti iz 211 držav in regij ter je postala baza za mednarodna tekmovanja, hkrati pa tudi igralna platforma, kjer lahko kdorkoli vadi, se združuje v mešane mednarodne reprezentance ter igra svojo najljubšo igro v formatu Nogometa za prijateljstvo kar pri sebi doma.

## Priznanja
Do leta 2021 je Nogomet za prijateljstvo prejel več kot 60 državnih in mednarodnih nagrad na področju družbene odgovornosti, športa in komunikacije, med drugim se je trikrat vpisal v knjigo GUINNESS WORLD RECORDS™ za največje število predstavnikov različnih držav na nogometnem treningu v zgodovini, največje število uporabnikov na nogometni spletni prireditvi v zgodovini in največje število uporabnikov na virtualnem stadionu. Med drugimi nagradami so SABRE Awards za najboljši socialni projekt na planetu (ZDA), Gold Quill Awards v kategoriji korporativne družbene odgovornosti (ZDA), Velika nagrada Srebrni lokostrelec (Rusija), IPRA Awrds za najboljšo kampanjo v podporo CTR OZN (Velika Britanija), Globalna nagrada ICCO za medkulturno komunikacijo (Velika Britanija) in druge.
Leta 2020 je mednarodna akademija Nogometa za prijateljstvo za trenerje prejela nagrado PRNEWS' Platinum PR Awards (ZDA), leta 2021 pa sta oddaji na Youtubu "Stadion je tam, kjer sem jaz" in "Dobre novice", ki so ju organizirali otroci ob začetku pandemije v podporo ljudi po vsem svetu, prejeli nagrado za najboljši kanal na Youtubu.